# Kolsnaren
Kolsnaren är en sjö i Vingåkers kommun i Södermanland och ingår i Nyköpingsåns huvudavrinningsområde. Sjön är 12,3 meter djup, har en yta på 10,7 kvadratkilometer och befinner sig 33,1 meter över havet. Sjön avvattnas av vattendraget Nyköpingsån (Skräddartorpsån) via Viren till Nyköpingsån
Namnet som är känt sedan 1625 syftar på mörker eller "den mörka", men det är oklart om det är sjön eller omgivningarna som ansetts som mörka.

## Delavrinningsområde
Kolsnaren ingår i delavrinningsområde (654689-151040) som SMHI kallar för Utloppet av Kolsnaren. Medelhöjden är 48 meter över havet och ytan är 91,65 kvadratkilometer. Räknas de 17 avrinningsområdena uppströms in blir den ackumulerade arean 682,2 kvadratkilometer. Avrinningsområdets utflöde Nyköpingsån (Skräddartorpsån) mynnar i havet. Avrinningsområdet består mestadels av skog (47 procent), öppen mark (10 procent) och jordbruk (27 procent). Avrinningsområdet har 10,94 kvadratkilometer vattenytor vilket ger det en sjöprocent på 11,9 procent. Bebyggelsen i området täcker en yta av 0,9 kvadratkilometer eller 1 procent av avrinningsområdet.